# Petr Matyáš Cibulka
Petr Matyáš Cibulka (* 19. dubna 1999, Hradec Králové) je český divadelní herec, člen souboru Divadla na Vinohradech.

## Život
V roce 2023 absolvoval DAMU. V sezoně 2022/2023 začal účinkovat v Divadle na Vinohradech, kde vstoupil do angažmá. V detektivce Agathy Christie Past na myši se představil jako Christopher Wren, ve Vedralově Danny Smiřickém podle Josefa Škvoreckého ztvárnil roli Daníčka a jako Velmistra jej diváci mohli vidět v inscenaci Vzpoura lásky podle Lope de Vegy. Účinkuje i v inscenacích souborů Ductus Deferens a Depresivní děti touží po penězích.

## Divadelní role

### Divadlo na Vinohradech

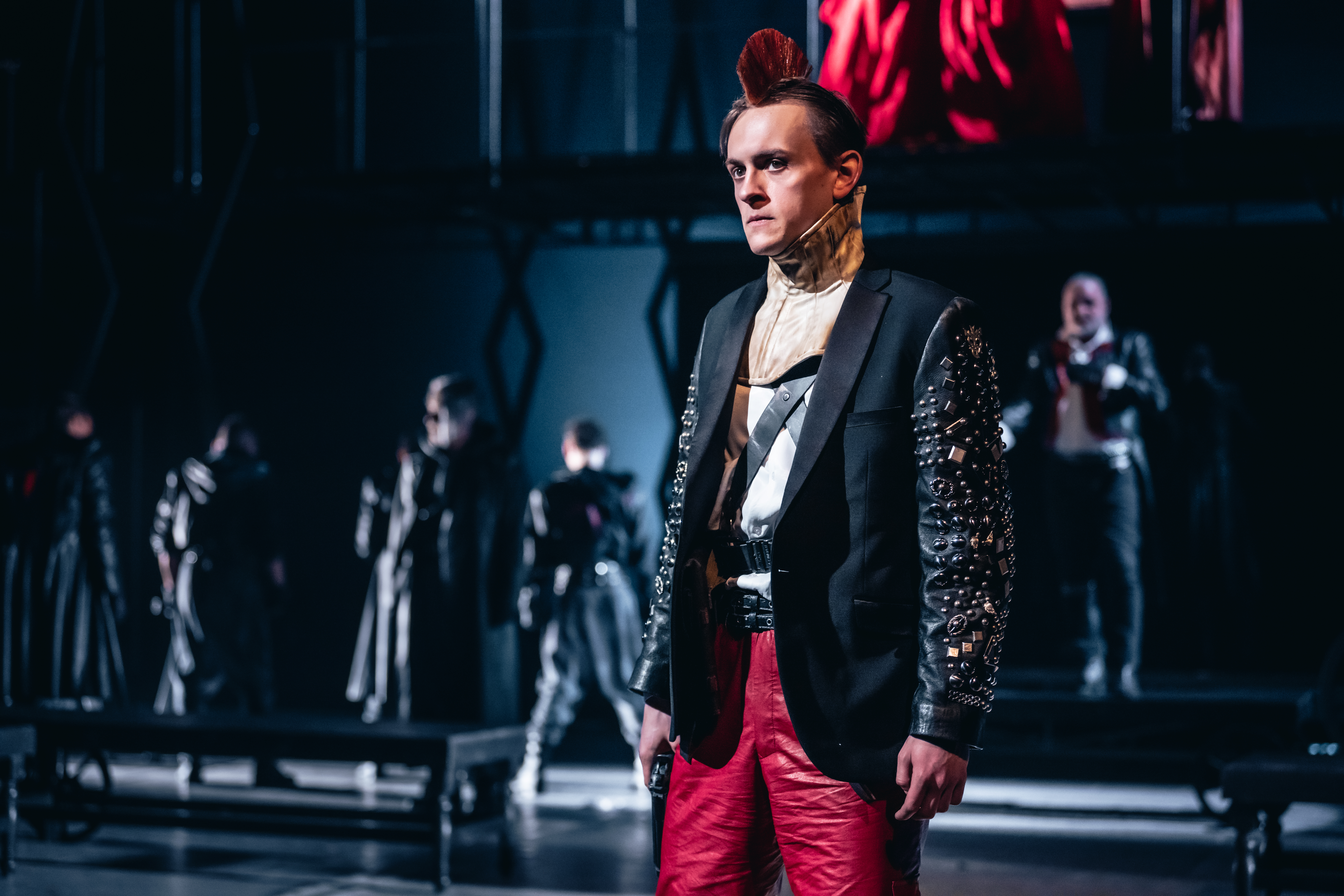
Petr Matyáš Cibulka v roli Velmistra v inscenaci Vzpoura lásky (Fuente Ovejuna), Divadlo na Vinohradech, foto Petr Chodura (2023)

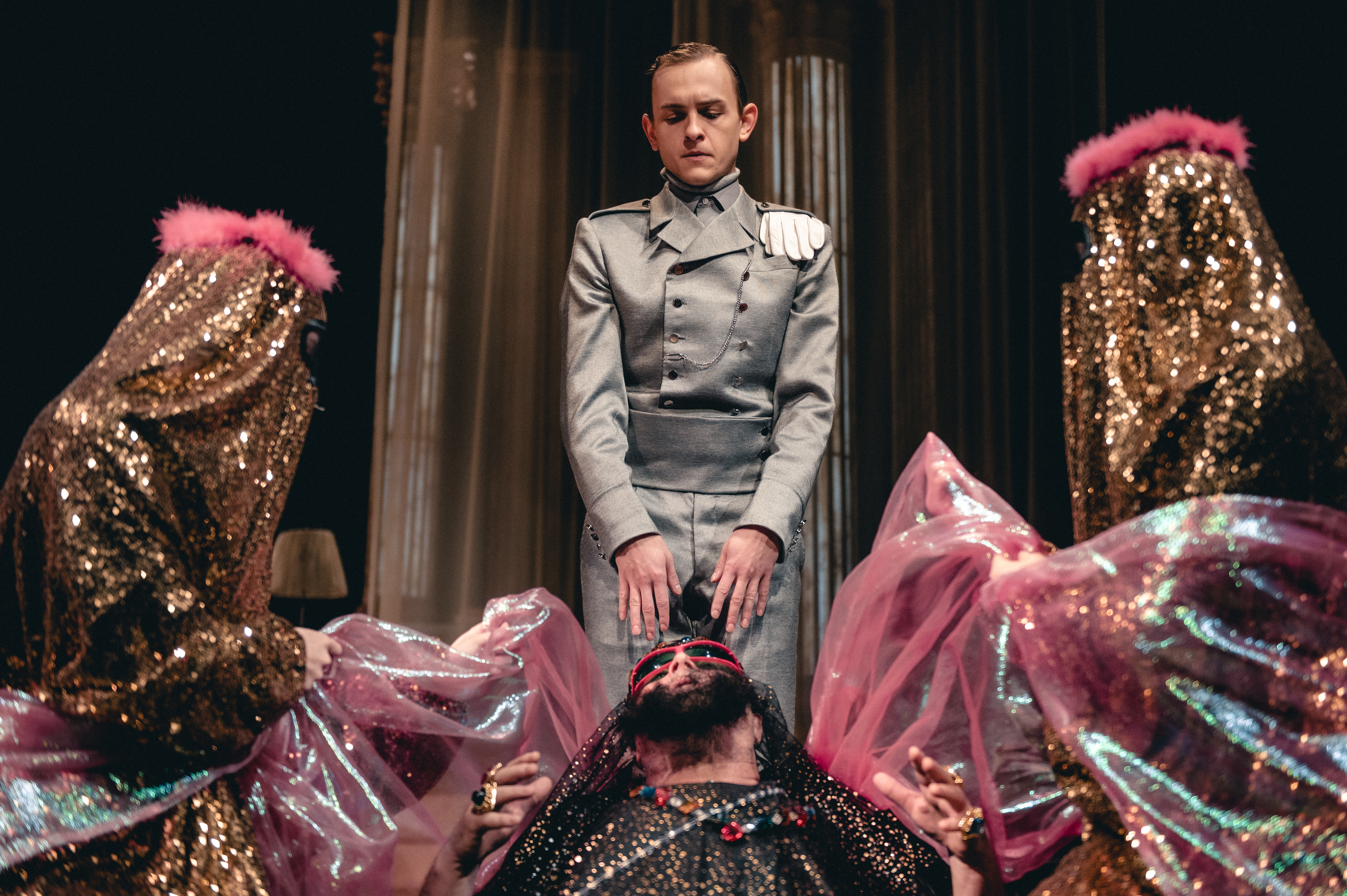
Petr Matyáš Cibulka v roli Burnse v inscenaci Nepijte tu vodu, Divadlo na Vinohradech, foto Petr Chodura (2023)

- 2022 Agatha Christie: Past na myši, režie: Jan Burian, premiéra: 15. října 2022, role: Christopher Wren
- 2023 Jan Vedral podle Josefa Škvoreckého: Danny Smiřický (Příběhy inženýra lidských duší), režie: Radovan Lipus, světová premiéra: 27. ledna 2023, role: Daníček
- 2023 Lope de Vega: Vzpoura lásky (Fuente Ovejuna), režie: Pavel Khek, premiéra: 31. března 2023, role: Velmistr
- 2023 Woody Allen: Nepijte tu vodu, režie: Juraj Deák, premiéra: 15. prosince 2023, role: Burns
- 2024 Nikolaj Vasiljevič Gogol: Revizor, režie: Juraj Deák, premiéra: 19. prosince 2018, role: Christian Ivanovič Hübner, okresní lékař
- 2024 William Shakespeare: Večer tříkrálový aneb Cokoli chcete, režie: Juraj Deák, poprvé: 21. června 2024, premiéra: 6. listopadu 2024, role: Šašek August, Oliviin sloužící
- 2024 Carlo Goldoni: Poprask na laguně, režie: Juraj Deák, premiéra: 20. prosince 2024, role: Toffolo, lodičkář

### Ductus Deferens
- 2021 Ductus Deferens2, režie: Herman Čolek, role: Cibi
- 2021 Petr Kult: Cestopissing, režie: Herman Čolek, role: neurčena
- 2021 Karameloun, režie: kolektiv, role: neurčena
- 2022 Romana Widenková: Táto?, režie: Herman Čolek, role: neurčena
- 2023 Drým Džurny, režie: Herman Čolek, role: neurčena

### Činoherní klub
- 2022 William Shakespeare: Macbeth, režie: Ondřej Sokol, role: Donalbain, Třetí vrah

### Depresivní děti touží po penězích
- 2021 Václav Kliment Klicpera: Zlý jelen, režie: Jakub Čermák, role: neurčena

### Spolek Monono
- 2021 God is Gay, režie: Karol Filo, role: neurčena

### Divadlo Disk
- 2020 Ken Kesey – Dale Wasserman: Přelet nad kukaččím hnízdem, režie: Vít Malota, role: Ruckly
- 2021 William Shakespeare: Bouře, režie: Viktorie Čermáková, role: Hudebníci
- 2021 Instalace izolace, režie: Herman Čolek, role: Honza Hrubeš
- 2021 John Millington Synge: Hrdina západu, režie: Vít Kořínek, role: Shaen Keogh
- 2021 Stefan Zweig – Monika Hliněnská: Netrpělivost srdce, režie: Monika Hliněnská, role: Anton Hofmiller
- 2022 Josef Doležal: Harlekýn je mrtvý, režie: Josef Doležal, role: Florindo (Milenec) – Hrobník M.